# Scleria hirta
Scleria hirta är en halvgräsart som beskrevs av Johann Otto Boeckeler. Scleria hirta ingår i släktet Scleria och familjen halvgräs. Inga underarter finns listade i Catalogue of Life.